# Lutgarde de Tongres
Marie Lutgarde de Tongres (en néerlandais: Maria Lutgardis van Tongeren) et à l'état civil:
Juliette Verlinde), née à Tongres en 1182, dans l'actuelle Belgique et morte le 16 juin 1246 à l'abbaye d'Aywiers est une des grandes mystiques du XIIIe siècle. Avec sainte Gertrude de Helfta et Mechtilde de Hackeborn, elle est l'une des premières propagatrices de la dévotion au Sacré-Cœur. Considérée comme sainte, elle est liturgiquement commémorée le 16 juin, jour de sa mort.
Sainte Lutgarde fut l'une des plus grandes figures du courant mystique du XIIIe siècle. Cinq siècles avant Marguerite-Marie Alacoque, elle fut la première à pratiquer la dévotion au Cœur de Jésus.
Sa vie a été écrite par le dominicain Thomas de Cantimpré. Elle a été inscrite au Martyrologe romain en 1584.

## Biographie
Fille de riches bourgeois de Tongres, Juliette fut placée par sa mère, à l'âge de 12 ans, au monastère bénédictin de Sainte-Catherine à Tongres pour lui fournir une éducation, bien que l'enfant n'ait pas montré de dispositions religieuses particulières.

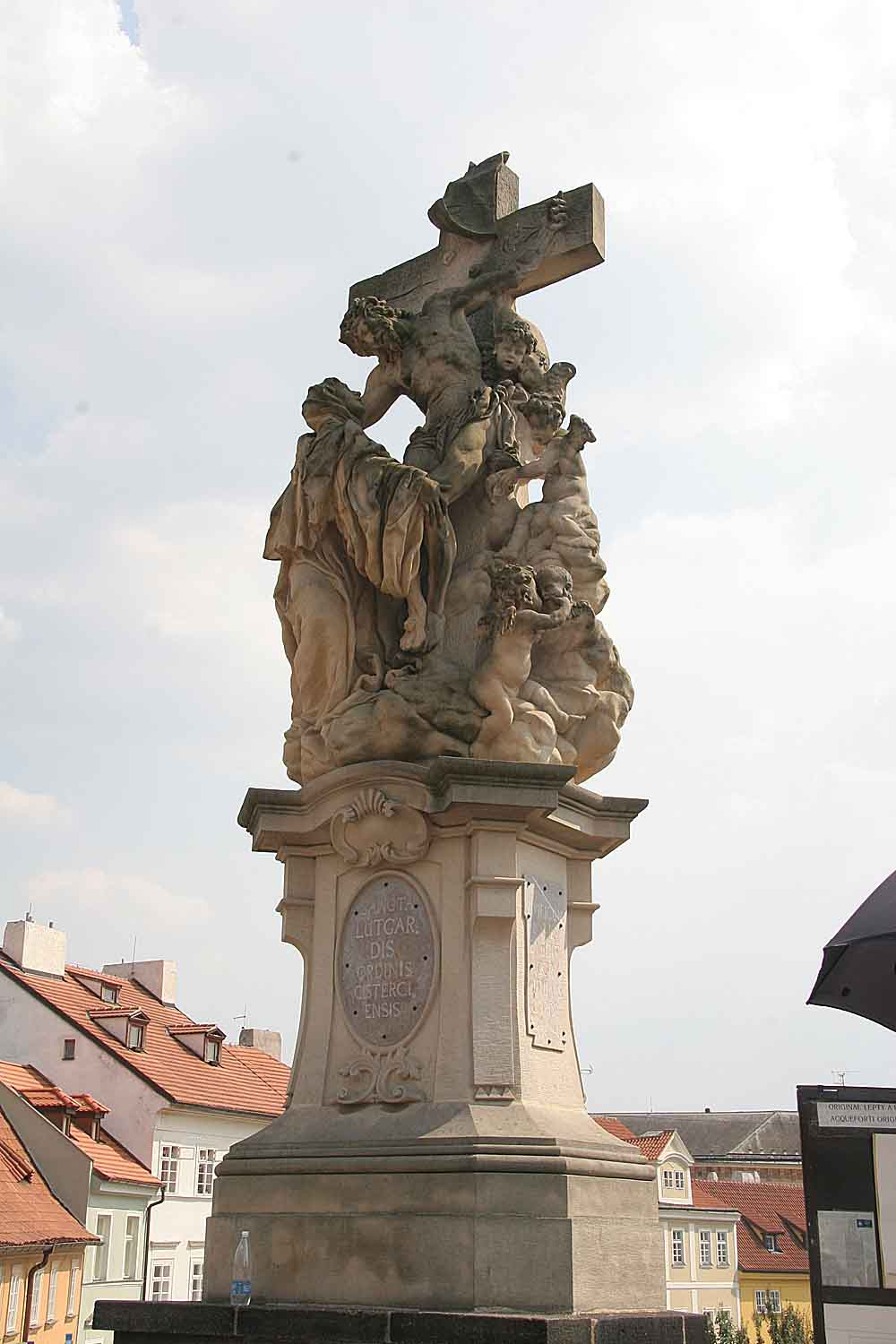
La vision de sainte Lutgarde (Pont Charles, Prague).

Vers 17 ans « la vie mystique l'envahit comme un ouragan » (Jacques Leclercq). Elle eut la vision du Christ, lui présentant sa plaie au côté. Sa vie en fut changée. Cette apparition est considérée comme la première vision médiévale du Sacré-Cœur.
Dès lors, Lutgarde eut de nombreuses autres expériences mystiques, visions, lévitation, apparitions du Christ, extases, stigmates. De plus, elle avait le don de guérison. Elle priait pour les pécheurs, les malades, les malheureux.
Elle médita longuement la Passion du Christ, ses sœurs observaient que son propre sang coulait après une profonde extase.
Lutgarde n'a pas 25 ans qu'elle est élue prieure. Elle s'y refuse et, cherchant une vie cachée et de plus grande austérité, elle quitte son monastère pour rejoindre celui d'Aywiers, dans le Brabant wallon alors qu'elle ne parlait que le néerlandais.
Elle devint aveugle et vécut les douze dernières années de sa vie dans le silence et l'humilité. Le Christ lui annonça la date de sa mort, le 16 juin 1246.

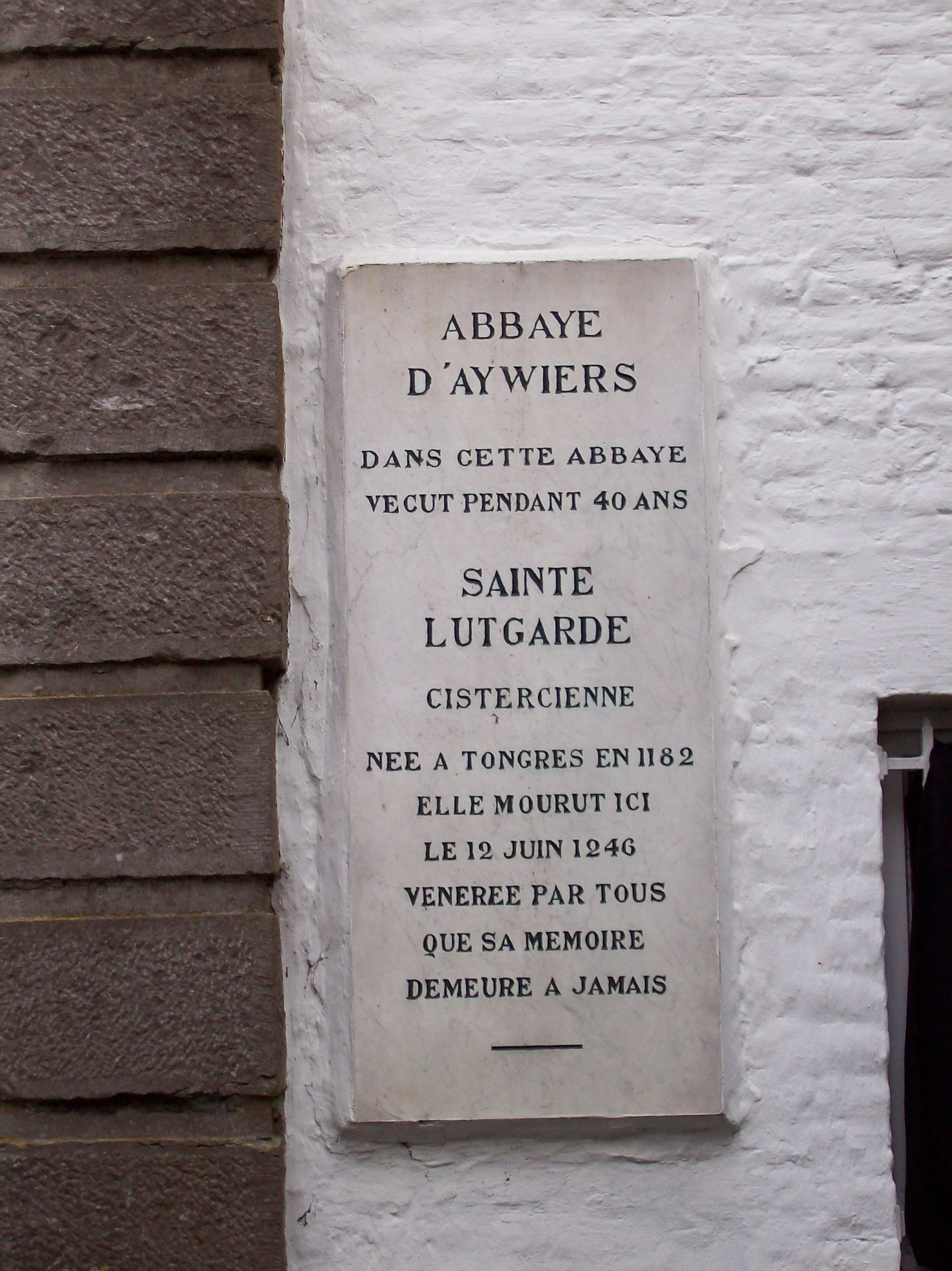
Plaque commémorative à Aywiers